# シネマジック (アトラクション)
シネマジック（CineMagique）は、ディズニーランド・パリ内のウォルト・ディズニー・スタジオ・パークにあったアトラクション。

## 概要
シネマジック(CineMagique)は、実演と映画を組み合わせたシアタータイプのアトラクション。携帯電話を持って現れた男性が次々と映画の世界に迷い込み、映画の中の女性に恋をしていくストーリー。